# Georges Bertrand
Pour les articles homonymes, voir Bertrand.
Georges Bertrand, né en 1935 à Castres, est un géographe français, professeur à l'Université Toulouse II-Le Mirail. Il est connu pour avoir conçu la méthode GTP (Géosystème, Territoire, Paysage), une méthode d'analyse des paysages. De plus il fut le président de l’université Toulouse-Le Mirail de 1986 à 1991. Il a été médaillé d’argent au CNRS, médaille remise « à des chercheurs et des chercheuses déjà reconnu sur le plan national et international ». Enfin, il fut le directeur de 16 thèses de géographie de 1986 à 2002. Il est fondateur avec Claude Bertrand du Centre interdisciplinaire d’étude sur les milieux naturels et ruraux, créé en 1969 qui devient en 1995 GEODE.

## Œuvres
Il est auteur notamment, d’Histoire de la France rurale, tome 1, La formation des campagnes françaises des origines au XIVe siècle (1975) écrit en collectif dont Georges Bertrand, Une géographie traversière. L’environnement à travers territoires et temporalités (Éd. Arguments, 2002) écrit par le couple Georges et Claude Bertrand, Les mots de l'environnement (2006) également en collectif. Ils sont les auteurs d’une dizaine d’ouvrages à propos de l’analyse des paysages notamment.

## Système GTP
Rapporté intégralement dans Une géographie traversière. L’environnement à travers territoires et temporalités. Le système GTP, introduit en 1991 par Claude et Georges Bertrand est le sigle de Géosystème, Territoire et Paysage, est une interface de globalisation de ces espaces géographiques que nous définirons. Le système GTP permet ainsi d’analyser un environnement selon l’interaction entre de nombreux facteurs.
Dans le système GTP, il y a trois entrées qui sont situées dans trois espaces socio-culturels et temporels différents, qui s’avèrent complémentaires. Ces trois espaces géographiques sont le territoire-source, le territoire-ressource et le territoire-ressourcement. Dans l’entrée territoire-source, le territoire est ici étudié à partir du néolithique et va être plus ou moins anthropisé. Cette origine étudiée au départ selon une analyse naturaliste va donc mettre en avant les mécanismes biologique et physique d’un environnement.

### Géosystème
C’est le géosystème qui est la méthode d’analyse de cet environnement.  
« Le géosystème, concept naturaliste, permet d’analyser la structure et le fonctionnement biophysique d’un espace géographique tel qu’il fonctionne actuellement, c’est-à-dire avec son degré d’anthropisation » (est constitué du potentiel écologique, l’exploitation biologique et l’action anthropique) 
Il est constitué du potentiel écologique, de l’exploitation biologique et de l’action anthropique
Le potentiel écologique, c’est tout ce qui va faire un milieu, ce sont les bases sur lesquelles vont s’installer la faune et la flore. Cela va donc être la géomorphologie : la géologie va servir à comprendre les formes extérieures de la terre, montagnes, grandes plaines, littoraux, etc. Le climat, tempéré, humide, chaud, froid, etc. Et l’hydrologie, ou étude des eaux et de ses caractéristiques : mouvement, chimie, niveau de pollution, etc.
L’exploitation biologique, c’est à quelle faune, flore et sol nous avons à faire. La qualité du sol : argileux, acide, ou autre. La flore :quelles espèces son présentes ? Existe-t-il une plante dominante ? Et la faune, de la même manière que la flore : quelles espèces ? Existe-t-il des (grands) prédateurs ? Existe-t-il des animaux pour l'élevage ou la chasse ?
L’action anthropique, facteur le plus important dans le schéma du géosystème, correspond à l’action de l’homme : quels choix va-t-il faire pour l’aménagement d’un territoire, selon ses besoins, suivant quelle échelle temporelle, en s'appuyant sur quelles capacités, dans quel contexte (guerre, ou autre) (ex de la mer en temps de guerre ou/et avant les capacités technologiques, ou culturel=peur de la mer)
Le géosystème est donc une géographie systémique, plaçant l’homme au centre, et qui permet de comprendre l’évolution d’un milieu.  Le géosystème permet de comprendre les interactions homme-nature.

### Territoire-ressource
S'agissant du territoire ressource, la source est perçue comme une ressource : c’est le début de l’invention des différentes ressources de l’homme et leur mise en exploitation économique. Nous sommes dans un espace socio-économique entièrement anthropisé, où l’homme va utiliser le territoire-ressource selon les besoins de son modèle de production économique. Cela va donner l’artificialisation du territoire, une transformation drastique de la nature pour l’unique besoin de l’homme. 
« Le territoire, concept […], qui permet ici d’analyser les répercussions de l’organisation et des fonctionnements sociaux et économiques sur l’espace considéré » 
Le territoire est donc un espace anthropisé.

### Territoire-ressourcement
Le territoire-ressourcement comprend :
- « Le paysage […] qui représente la dimension socio-culturelle de ce même ensemble géographique » [1]

Georges et Claude Bertrand expliquent que c’est le système de production au sens large, c’est-à-dire producteur de biens matériels mais aussi culturels, qui va dessiner un paysage, selon le groupe social (occidental ou oriental par exemple), et à diverses échelles.
Exemples : paysage gentrifié au sein d’une ville, paysages littoraux différents en fonctions des besoins du système de production (zone portuaire, station balnéaire...).
Pour saisir la complexité des différents scénarios paysagers, une démarche s'appuyant sur la combinaison de trois unités : temps, espace, action est proposée. Cela abouti au "système de référence paysager" considéré comme l’interface entre nature et société.
- Le temps : un quartier a été construit au moment d’un besoin.
- L’espace : comment était le terrain ? Comment les hommes se sont approprié ce terrain ? Il en résulte un paysage différent en fonction de l’adaptation au terrain.
- L’action : Quels modes de production pour cet endroit ? Dans quel but (à quoi va-t-il servir) ?

## Sources
- Géoconfluence : article sur Géosystème et sur les paysages
- these.fr : Georges Bertrand
- le laboratoire GEODE Géographie de l'Environnement: http://w3.geode.univ-tlse2.fr/